# 姚章
姚章，浙江海宁人，明朝政治人物、舉人出身。

## 生平
弘治八年（1495年）乙卯科浙江鄉試舉人。嘉靖二年，接替罗珊任福建永安县知县。